# Blue Mountain Peak
Blue Mountain Peak je s výškou 2 256 m n. m. nejvyšší horou ostrovního státu Jamajka. Patří do pohoří Blue Mountains (Modré hory). Tradiční cesta pro pěší výlet na vrchol je dlouhá 10 kilometrů a celkové převýšení je tisíc metrů.
Jamajčané dosahují vrcholu nejraději před východem slunce, takže túra trvá 3 až 4 hodiny ve tmě. V ranních hodinách bývá jasná obloha a v dáli lze spatřit Kubu. Počasí na vrcholu je chladné, v zimě se zde vyskytují také sněhové srážky. Na hoře lze nalézt mnoho endemických druhů, často v zakrslé formě. To je způsobeno hlavně studeným podnebím, které brání růstu.